# 表象文化論学会
表象文化論学会（ひょうしょうぶんかろんがっかい）は、日本の表象文化論研究者を対象とした学術組織である。

## 概要
「果敢な実験精神を共有する研究者・表現者・アーティストの潜在的なネットワークに、現実的な枠組みを賦与することを目的」として2006年に設立された。

## 歴代会長
- 初代（2006〜2009年）：松浦寿輝
- 二代目（2010〜2013年）：岡田温司
- 三代目（2014〜2017年）：佐藤良明
- 四代目（2018〜2021年）：田中純
- 五代目（2022〜　）：門林岳史

## 表象文化論学会賞
各賞の受賞者は以下の通り。
- 第1回（2010年）
  - 学会賞：日高優『現代アメリカ写真を読む　デモクラシーの展望』（青弓社）
  - 奨励賞：乗松亨平『リアリズムの条件　ロシア近代文学の成立と植民地表象』（水声社）
  - 特別賞：渡邊守章『越境する伝統』（ダイヤモンド社）、『快楽と欲望　舞台の幻想について』（新書館）
- 第2回（2011年）
  - 学会賞：平倉圭『ゴダール的方法』（インスクリプト）
  - 奨励賞：橋本一径『指紋論』（青土社）
- 第3回（2012年）
  - 学会賞：大橋完太郎『ディドロの唯物論』（法政大学出版局）
  - 奨励賞：小澤京子『都市の解剖学』（ありな書房）、鯖江秀樹『イタリア・ファシズムの芸術政治』（水声社）
- 第4回（2013年）
  - 学会賞：加藤有子『ブルーノ・シュルツ　目から手へ』（水声社）
  - 奨励賞：番場俊『ドストエフスキーと小説の問い』（水声社）、御園生涼子『映画と国民国家』（東京大学出版会）
- 第5回（2014年）
  - 学会賞：千葉雅也『動きすぎてはいけない』（河出書房新社）
  - 奨励賞：田中祐理子『科学と表象』 （名古屋大学出版会）、杉山博昭『ルネサンスの聖史劇』（中央公論新社）
- 第6回（2015年）
  - 学会賞：本田晃子『天体建築論　レオニドフとソ連邦の紙上建築時代』（東京大学出版会）
  - 奨励賞：小林剛『アメリカン・リアリズムの系譜　トマス・エイキンズからハイパーリアリズムまで』（関西大学出版部）
- 第7回（2016年）
  - 学会賞：田口かおり『保存修復の技法と思想　古代芸術・ルネサンス絵画から現代アートまで』（平凡社）7
- 第8回（2017年）
  - 学会賞：木下千花『溝口健二論　映画の美学と政治学』（法政大学出版局）、竹峰義和『〈救済〉のメーディウム　ベンヤミン、アドルノ、クルーゲ』（東京大学出版会）
- 第9回（2018年）
  - 学会賞：高村峰生『触れることのモダニティ　ロレンス、スティーグリッツ、ベンヤミン、メルロ=ポンティ』（以文社）、増田展大『科学者の網膜　身体をめぐる映像技術論：1880-1910』（青弓社）
  - 奨励賞：北村匡平『スター女優の文化社会学　戦後日本が欲望した聖女と魔女』（作品社）
- 第10回（2019年）
  - 学会賞：北村紗衣『シェイクスピア劇を楽しんだ女性たち　近世の観劇と読書』（白水社）、佐藤元状『グレアム・グリーン　ある映画的人生』（慶應義塾大学出版会）
  - 奨励賞：佐藤真理恵『仮象のオリュンポス　プロソポンの概念とイメージ変奏』（月曜社）
- 第11回（2020年）
  - 学会賞：須藤健太郎『評伝ジャン・ユスターシュ』（共和国）
  - 奨励賞：荒川徹『ドナルド・ジャッド　風景とミニマリズム』（水声社）、古川萌『ジョルジョ・ヴァザーリと美術家の顕彰　16世紀後半フィレンツェにおける記憶のパトロネージ』（中央公論新社）
- 第12回（2021年）
  - 学会賞：宮﨑裕助『ジャック・デリダ　死後の生を与える』（岩波書店）
  - 奨励賞：入江哲朗『火星の旅人　パーシヴァル・ローエルと世紀転換期アメリカ思想史』（青土社）、馬場靖人『〈色盲〉と近代　十九世紀における色彩秩序の再編成』（青弓社）
- 第13回（2022年）
  - 学会賞：甲斐義明『ありのままのイメージ　スナップ美学と日本写真史』（東京大学出版会）、渡名喜庸哲『レヴィナスの企て　『全体性と無限』と「人間」の多層性』（勁草書房）
  - 奨励賞：河野真理江『日本の〈メロドラマ〉映画　撮影所時代のジャンルと作品』（森話社）
- 第14回（2023年）
  - 学会賞：渡邊英理『中上健次論』（インスクリプト）
  - 奨励賞：久保豊『夕焼雲の彼方に　木下惠介とクィアな感性』（ナカニシヤ出版）
- 第15回（2024年）
  - 学会賞：該当なし
  - 奨励賞：田邉恵子『一冊の、ささやかな、本　ヴァルター・ベンヤミン『一九〇〇年ごろのベルリンの幼年時代』研究』』（みすず書房）
  - 奨励賞：原瑠璃彦『洲浜論』（作品社）

## 学会誌
学会誌として『表象』、オンライン版ニューズレターとして『REPRE』を発行している。